# Lisandro Alonso
Lisandro Alonso (Buenos Aires, 2 de juny de 1975) és un director i guionista de cinema argentí. També ha treballat de productor, editor i ajudant de direcció. Dos dels seus films han estat seleccionats al Festival Internacional de Cinema de Toronto, i ha estat premiat al Festival de Cinema de Gijón el 2008.

## Trajectòria
Lisandro Alonso va estudiar a la Fundació Universitat del Cinema (FUC). Va treballar com a productor de cinema i ajudant de direcció, abans de passar a la direcció.
Des de 2001 ha dirigit quatre films dels quals també és guionista: La libertad, Los muertos (seleccionada al Festival Internacional de Cinema de Toronto de 2004), Fantasma i Liverpool (seleccionada al Festival Internacional de Cinema de Toronto de 2008).
El 2008 va guanyar, amb la pel·lícula Liverpool, el premi Principat d'Astúries al millor llargmetratge del Festival de Cinema de Gijón.

## Característiques del seu cinema
El cinema de Lisandro Alonso s'inscriu dins de l'anomenat cinema independent o indie, de plantejaments radicals i sense concessions al cinema entès com a producte. La construcció de les seves pel·lícules es basa en un ritme emocional, de caràcter intimista.
Les seqüències, amb plànols fixos i mantinguts, permeten participar en l'espectador a través de l'emoció i reconèixer la identitat humana dels personatges. El ritme i les imatges de les seves pel·lícules freguen les tècniques documentals. El paisatge, interior o exterior, és un element més de les seves pel·lícules. Els personatges vaguen per l'espai proposat pel director a la recerca del sentit de la seva vida.

## Filmografia
- 2001 - La libertad
- 2004 - Los muertos
- 2006 - Fantasma
- 2008 - Liverpool
- 2014 - Jauja

## Premis
- 2005 - Los muertos - Premi 'Czech TV' (Independent Camera)
- 2008 - Liverpool - Premi Principat d'Astúries al millor Llargmetratge del Festival de Cinema de Gijón